# Edward Maj (bokser)
Edward Maj (ur. 21 września 1958) – polski bokser, srebrny medalista mistrzostw Polski (1983) oraz uczestnik mistrzostw Europy (1983).

## Kariera amatorska
Pierwszy sukces na amatorskich ringach osiągnął w  1978 roku, zostając ćwierćfinalistą mistrzostw Polski juniorów do lat 20 w kategorii półśredniej.
Pierwszy start na mistrzostwach Polski seniorów zaliczył w 1981 roku, gdzie rywalizował w kategorii półśredniej. W turnieju, Maj pokonał w 1/16 finału Jana Olejnika, w 1/8 finału Ryszarda Murata a w pojedynku ćwierćfinałowym przegrał przed czasem z Jerzym Kaczmarkiem.
W marcu 1983 roku został wicemistrzem Polski w kategorii superpółśredniej. Po pokonaniu w półfinałowym pojedynku Andrzeja Młodzianko, Maj przegrał w finale z Adamem Kozłowskim. W maju tego samego roku reprezentował Polskę na mistrzostwach Europy w Warnie. Polak odpadł w początkowej fazie turnieju, przegrywając na punkty (0:5) z reprezentantem gospodarzy Michaiłem Takowem.